# Náboženská segregace
Náboženská segregace (občas náboženský apartheid) je druh politické segregace, při které dochází k oddělování lidí rozdílných náboženství. Může se jednat o sociální fenomén, ale také může vycházet přímo ze zákonů státu.

## Severní Irsko
Náboženská segregace na irském ostrově má své kořeny již v 17. století. V tomto období začaly platit zákony, které diskriminovaly katolíky. Tyto legislativní kroky se týkaly například i školství. Některé z nich existují v omezené míře v Severním Irsku doteď. V současné době stále existují oddělené katolické a protestantské školy, i přes snahy vlády tuto „dobrovolnou“ segregaci vymýtit. V Severním Irsku existují dva typy škol – státní veřejné školy a katolické školy spadající pod církev. Státní školy v drtivé většině navštěvují protestanti, zatímco katolické katolíci. Ve školách se také liší vyučovací informace. V katolických školách se klade důraz na irskou suverenitu, jazyk a historii, kdežto v protestantských osnovách se vyzdvihuje severoirská příslušnost k Velké Británii.
Ještě v 90. letech 20. století zaměstnavatelé obvykle dávali možnost pracovat uchazečům stejného křesťanského proudu, britská vláda však poskytla kroky, které tomuto zamezily a dnes jsou severoirská pracoviště více různorodá.

## Írán
V Íránu je oficiálním státním náboženstvím ší'itský islám, ke kterému se hlásí 75 až 90 % populace. Ačkoli jsou sunnitský islám, křesťanství, judaismus a zarathuštrismus oficiálně uznávány ústavami z let 1906 a 1979 a mají dokonce své zástupce v parlamentu, objevují se případy diskriminace. Sunnitští muslimové v Íránu jsou především Kurdové, Balúčové a Turkmeni, tudíž jakékoliv perzekuce jsou považovány spíše za etnické, než za náboženské. Ostatní náboženské směry jako například mandejství, sikhismus či víra Bahá´í nejsou vládou povoleny a není znám ani počet jejich vyznavačů, jelikož je Írán nezahrnuje ani do dotazníků sčítání lidu. Vyznavači této víry jsou považováni za odpadlíky islámu a kacíře. Nejsou jim uznávány svatby, nemají právo na vlastní hřbitovy a historické hřbitovy jsou likvidovány.
Jsou zaznamenané případy, že studenti vyznávající směr Bahá´í jsou kvůli své víře vyhazováni z vysokých škol a profesoři vyznávající tento náboženský směr se musí této víry vzdát, pokud chtějí v tomto oboru působit. Ve studentském roce 2006–2007 byla ze škol vyloučena více než polovina studentů vyznávající Bahá´í, poté co íránské ministerstvo vědy, výzkumu a technologií vydalo příkaz vyloučit ze škol všechny takovéto studenty.

## Egypt
V Egyptě čelí perzekucím věřící víry Bahá´í již od šedesátých let dvacátého století, kdy prezident Gamál Násir uvedl v platnost „Zákon 263“, který označil islám, křesťanství a judaismus za jediné povolené náboženství. To vedlo k zákazu veškerých Bahá´í spolků a institucí. Veškeré veřejné budovy a objekty v jejich vlastnictví (modlitebny, knihovny, společenské budovy, hřbitovy) byly znárodněny. Islámské výzkumné středisko Al-Azhar proti věřícím Bahá´í vydalo také dvě fatvy, označující je za kacíře.
V 90. letech Egypt zavedl nový systém průkazů totožnosti, které nyní musely obsahovat informace o tom, jakého je osoba vyznání – uznávaly se však jen povolené náboženství (islám, křesťanství a judaismus). To znamenalo, že věřícím Bahá´í nebyly vydávány žádné osobní dokumenty jako občanský průkaz, rodný a úmrtní list, cestovní pas či oddací list v případě, že o svém náboženství nelhali, což je ovšem v rozporu s jejich vírou. Bez těchto dokumentů nemohli být zaměstnáni a vyučováni, nemohli volit, cestovat, ani být ošetřeni v nemocnici. Tento problém trval až do srpna roku 2009, kdy položka náboženství přestala být na průkazech totožnosti povinná.
Situace Bahá´í věřících v zemi se zhoršila po Egyptské revoluci v roce 2011, kdy se k moci dostalo Muslimské bratrstvo, které bylo k Bahá´í otevřeně nepřátelské. Došlo k vypalování domů věřících a bylo jim vyhrožováno, že budou souzeni za zradu.
Objevují se i informace o údajné diskriminaci křesťanů v zemi, především ze strany policie.

## Saúdská Arábie
Do posvátného města Mekka v Saúdské Arábii je vstup povolen pouze lidem muslimského vyznání, nemuslimové mají vstup zakázán. Do posvátného města Medina je vstup povolen i nemuslimům, ti však mají zakázaný přístup do centra města, kde se nachází například náměstí Nabawi s Prorokovou mešitou. Za porušení tohoto zákazu platí trest deportace ze země. Stejně tak nesmí nemuslimové (a ší'ité) působit v politických, diplomatických či vojenských funkcích. V zemi platí zákaz vyobrazování křesťanských, židovských a hinduistických symbolů, zákaz distribuce nemuslimských materiálů jako například Bible a zákaz slavení nemuslimských svátků (např. Vánoc) i na neveřejných místech.
Židé jsou v zemi zesměšňováni v knihách, novinách i v školních učebnicích. Saúdská vláda považuje Protokoly sionských mudrců za faktické a veřejně tvrdí, že se židé pokoušejí o světový převrat.
Saúdská vláda 1. března 2004 oficiálně oznámila zákaz vstupu Židů do země (nicméně v praxi k žádnému zákazu nedošlo).
Saúdská Arábie neuznává ši'itský islám a v roce 1988 je tehdejší vrchní islámský duchovní prohlásil za kacíře. Jsou známy případy, kdy bylo ši'tským muslimům bráněno v hadždži. Nemají přístup k rovnému vzdělání, pracovním možnostem a nemohou zastupovat žádnou důležitější státní funkci.

## Pákistán
V Pákistánu žije mezi 700 tisíci až 5 milióny ahmadíjských muslimů. Pákistán však ahmadíjský islám neuznává a ahmadíjové svou víru nemohou legálně praktikovat. Nemohou své mešity nazývat mešitami či praktikovat islámský pozdrav. Také nemohou zastupovat žádnou vyšší státní funkci a vyskytly se případy, kdy byli vyučováni ze škol a univerzit.

## Myanmar
V Myanmaru působí muslimská menšina, tzv. Rohingyové. Již od počátku existence nezávislé Barmy Rohingyové nemají občanství a volební právo, často jsou terčem perzekuce ze strany vlády a násilí ze strany hinduistické většiny a mají omezený přístup ke zdravotní péči, školství a k pracovním místům. Tato segregace od většinové populace způsobila emigraci velké části zástupců této menšiny, především do Bangladéše.